# Agrilus trochilus
Agrilus trochilus es una especie de insecto del género Agrilus, familia Buprestidae, orden Coleoptera.
Fue descrita científicamente por Abielle de Perrin, 1897.